# Oreonetides helsdingeni
Oreonetides helsdingeni är en spindelart som beskrevs av Kirill Yeskov 1984. Oreonetides helsdingeni ingår i släktet Oreonetides och familjen täckvävarspindlar. Inga underarter finns listade i Catalogue of Life.